# Husqvarna FF
Husqvarna Fotbollsförening (eller Husqvarna FF (HFF) är en fotbollsklubb i Huskvarna i Jönköpings kommun. Husqvarna FF bildades inför säsongen 1987 genom en sammanslagning av de tidigare aktiva fotbollssektionerna i klubbarna Husqvarna IF och Huskvarna Södra IS. Sammanslagningen presenterades den 15 december 1986 i aulan i Huskvarna Teater av styrelserna i de båda klubbarna. Formellt bildades föreningen den 3 februari 1987.
Lagets derbymatcher mot Jönköpings Södra IF och IK Tord de säsonger lagen återfinns i samma serie brukar locka storpublik. Även den numera traditionella första träningsmatchen mot Jönköpings Södra IF brukar locka publik, 2009 och 2010 uppgick publiken till 1 196 respektive 1 273 personer. Husqvarna FF spelar sina hemmamatcher på Vapenvallen.
Förutom en seniorverksamhet på både dam- och herrsidan finns en bred  ungdomsverksamhet. Dessutom finns träningsgrupper och seriespelande lag inom paraidrotten. Fotboll för alla (FFA) vann Kim Källström Trophy under Gothia Cup 2011. Laget deltar årligen i denna turnering.
Omklädningspaviljongen brann ner till grunden 2010 och var inte klart uppbyggd förrän hösten 2013. Invigningen av nya omklädningsrum skedde i november 2013 av dåvarande kommunalrådet Birgit Sievers.
Vapenvallen rustades upp i samband med avancemanget till Superettan 2014. Nytt TV-Torn byggdes ovanpå ståplatsläktaren,  konstbelysning med kapacitet för TV-sändningar restes, ny resultatskylt-klocka, nytt avancerat biljettsystem infördes och ett höghastighets-WIFI installerades.
I oktober 2016 förvärvade föreningen, genom sitt helägda bolag Vapenvallen AB, Galleri Smedbyn. Syftet var att föreningen –  tillsammans med många andra organisationer – skulle skapa ett aktivitetshus.
I augusti 2017 avled sportchefen Issa Iskander. Han var betydelsefull för föreningens utveckling från 2010 och fram till sin död. Föreningen hedrar hans minne dels genom Issas minnescup, dels genom att dela ut priset "Issa minne" till en ungdomspelare som kämpat extra under året. På den lokala fotbollsgalan ändrades priset årets eldsjäl till Issas minnespris.

## Historia
Föreningens första år spelade man i Division 3 där man kom på en sjätte plats, som är klubbens hittills sämsta placering. Andra året gick bättre och man tog klivet upp till Division 2. Sejouren i tvåan blev dock kortvarig och man var tillbaka i division 3 efter ett år, som slutade med en 14:e plats. De kommande två åren resulterade i en andraplacering och en förstaplacering, och därmed lämnade klubben trean igen.
De följande sju åren lyckades Husqvarna hålla sig kvar och etablera sig som ett Division 2-lag. År 1994 lyckades man med den dittills bästa placeringen, en andraplats, som gjorde att man kvalade för att gå upp i Division 1. Kvalet förlorades. År 1998 lyckades man ta sig upp nästa steg.
Husqvarna FF spelade i Division I Södra 1999, som då var Sveriges andraliga efter Allsvenskan, men eftersom de två Division 1-serierna skulle göras om till en (Superettan) räckte varken en elfteplats eller en seger mot Östers IF förstärkt med Thomas Ravelli i målet.
Vid två tillfällen har man utan framgång kvalat till Superettan. År 2002 mot BK Forward, där första matchen i Örebro slutade 0-0. Andra matchen blev tog Husqvarna ledningen med 4-3 på straff i den fjärde tilläggsminuten. Det räckte inte eftersom domaren hittade ytterligare ett regelbrott, den här gången i hemmalagets straffområde och Forward kunde säkra avancemanget genom sitt 4-4-mål och fler gjorda mål på bortaplan. År 2004 kvalade Husqvarna FF åter till Superettan, men fick vidkännas förluster med 1-3 och 2-6 mot Mjällby AIF efter att i andra matchen vänt ett 1-0-underläge till 2-1-ledning och dessutom hade en straff som räddades av Mjällbys målvakt. 
År 2005 gick man upp i nystartade Division 1 Södra genom en 4:e plats i Division 2 och kommer 5:a första året. Klubben drabbades  av ekonomiska problem och tvingades skära ner i truppen, men klarade ändå av att komma 9:a första året. Året efter var det ekonomiska läget bättre. Det gav dock inget sportsligt resultat; på de första 12 matcherna gjordes 5 mål. Sista matchen på vårsäsongen vann laget med 3-0 mot Västra Frölunda IF. Spelet blev bättre men inför sista matchen mot IFK Malmö låg man fortfarande på nedflyttningsplats. Husqvarna höll sig dock kvar i ettan. År 2009 värvades bland annat fyra spelare från lokalkonkurrenten Jönköpings Södra IF för att laget skulle nå en bättre tabellplacering. Detta lyckades och säsongen slutade med en sjätteplats. Under sommaren såldes yttermittfältaren Vlado Zlojutro till, då och numera Allsvenska, Hammarby. Under 2010 och 2011 fortsatte saneringen av ekonomin. Säsongen 2011 ramlade man ur division 1 och spelade säsongen 2012 i division 2 östra Götaland.  
Sejouren i division 2 blev ettårig. Säsongen slutade med en serieseger då laget vann sista matchen borta mot Assyriska IK Norrköping inför ett knappt 100-tal tillresta supportrar.  
Säsongen i Söderettan 2013 gick som bra. Efter en stabil vårsäsong där det defensiva spelet visade vägen så kunde laget vinna Söderettan. Så den 12 oktober 2013 hemmabesegrade man IK Oddevold med 3-1, och kvalificerade sig därmed för spel i Superettan 2014.   
I Superettan 2014 klarade sig laget till en början mycket bra. Efter en bra start med två raka segrar toppade laget Superettan efter 4 omgångar. Men sedan gick det nerför och man slutade sist i Superettan 2014.
Under säsongen 2015 var ambitionen att vara ett mittenlag, gärna på den övre halvan. Söderettan detta år var en stark serie med lag som Landskrona BOIS, Östers IF, IS Örgryte och Trelleborgs FF. Alla anrika lag med ambition att gå upp i Superettan. Så efter en hyfsad vårsäsong kom raset på hösten då laget till slut hamnade på en 10:e plats. Alltså precis ovanför kvalstrecket. 
Efter säsongen stod det klart att två HFF-profiler lade skorna på hyllan. Andreas Tegström och Michel Haidari avtackades inför den traditionsenliga träningsmatchen mot J-södra i Elmiahallen.
Åren 2016–2017 fortsatte laget att gå kräftgång. Till slut ramlade laget ur division 1 och har sedan 2018 spelat i division 2.

## Spelare

### Spelartruppen
(L) - Inlånad spelare
| Nummer      | Land           | Spelare                | Födelsedatum      | Kom från            | Moderklubb          |           |
| Målvakter   | Målvakter      | Målvakter              | Målvakter         | Målvakter           | Målvakter           | Målvakter |
| ----------- | -------------- | ---------------------- | ----------------- | ------------------- | ------------------- | --------- |
| 1           | Sverige        | Manne Eriksson         | 2 januari 2007    | Husqvarna FF U      | Husqvarna FF        |           |
| 30          | Sverige        | Patric Freijd          | 20 april 1994     | IF Hallby           | IF Hallby           |           |
| 33          | Serbien        | Vilson Caković         | 22 februari 1991  | Assyriska IK        | Röda Stjärnan       |           |
|             | Sverige        | Lukas Pihlblad (L)     | 15 juni 2006      | Östers IF           | Räppe GoIF          |           |
| Försvarare  |                |                        |                   |                     |                     |           |
| 2           | Sverige        | Fredrik Cårebo         | 13 januari 2002   | Åtvidabergs FF      | IFK Österåker       |           |
| 3           | Sverige        | Adam Hansson           | 14 september 1998 | Jönköpings BK       | Tenhults IF         |           |
| 4           | Sverige        | Benjamin Omerovic      | 16 februari 1994  | IK Sleipner         | IFK Öxnehaga        |           |
| 6           | Sverige        | Alex Petrovic          | 18 juni 2000      | IK Tord             | Husqvarna FF        |           |
| 15          | Sverige        | Adam Lindström Leister | 21 maj 1997       | FC Trollhättan      | Jönköpings Södra IF |           |
| 27          | Nordmakedonien | Antonio Jankulovski    | 16 september 2003 | Jönköpings Södra IF | Västra Frölunda IF  |           |
| Mittfältare |                |                        |                   |                     |                     |           |
| 5           | Sverige        | Emirhan Gecer          | 4 maj 2004        | Jönköpings Södra IF | Råslätts SK         |           |
| 7           | Sverige        | Noel Sernelius (L)     | 24 juli 2006      | IFK Norrköping      | IK Östria Lambohov  |           |
| 8           | Sverige        | Benjamin Lindblad      | 13 juli 1999      | IFK Värnamo         | Vrigstads IF        |           |
| 10          | Sverige        | Victor Rotviker        | 24 augusti 2004   | Jönköpings Södra IF | IF Haga             |           |
| 11          | Sverige        | William Svefors        | 30 november 2001  | Jönköpings BK       | IF Haga             |           |
| 14          | Sverige        | William Lind           | 8 mars 2004       | Husqvarna FF U      | Egnahems BK         |           |
| 19          | Sverige        | Klevis Galabri         | 15 mars 2005      | Husqvarna FF U      | Husqvarna FF        |           |
| 21          | Sverige        | Alex Khoshaba          | 2 november 2004   | Husqvarna FF U      | Husqvarna FF        |           |
| 23          | Sverige        | Ayomide Jibodu         | 23 mars 2000      | Oskarshamns AIK     | Norsborgs IF        |           |
| 28          | Sverige        | Svante Svedin          | 27 februari 2001  | Räppe GoIF          | BK Forward          |           |
| Anfallare   |                |                        |                   |                     |                     |           |
| 9           | Sverige        | Adam Rubin             | 28 juli 1997      | Assyriska IK        | Bankeryds SK        |           |
| 12          | Sverige        | Simon Karlsson Adjei   | 10 november 1993  | Anadia              | Waggeryds IK        |           |
| 16          | Sverige        | Erik Johansson         | 16 juni 2003      | Jönköpings Södra IF | Tranås FF           |           |
| 17          | Sverige        | Albert Alsendi         | 22 augusti 2006   | Husqvarna FF U      | Husqvarna FF        |           |
| 18          | Sverige        | William Rubendahl      | 9 juni 2005       | BK Häcken           | Holmalunds IF       |           |
| 20          | Sverige        | Abdirasaq Ahmed Arab   | 8 augusti 2006    | Husqvarna FF U      | Egnahems BK         |           |